# Haslach (Dürrwangen)
Haslach ([ˈhaslax] ⓘ) ist ein Gemeindeteil des Marktes Dürrwangen im Landkreis Ansbach (Mittelfranken, Bayern). Die Gemarkung Haslach hat eine Fläche von 4,425 km². Sie ist in 624 Flurstücke aufgeteilt, die eine durchschnittliche Fläche von 7091,99 m² haben. In ihr liegen neben dem namensgebenden Ort die Gemeindeteile Dattelhof, Lohmühle und Witzmannsmühle.

## Geographie
Das Dorf liegt am Hofwiesbach, der etwas weiter nordöstlich als rechter Zufluss ins Hühnerbächlein mündet, das wiederum ein rechter Zufluss der Sulzach ist. Südwestlich des Ortes befinden sich die Hofwiesbachweiher, südlich der Eichwald. Die Kreisstraße AN 41 führt zur Staatsstraße 2220 (1,1 km westlich) bzw. nach Dorfkemmathen (2,7 km südöstlich). Gemeindeverbindungsstraßen führen nach Witzmannsmühle zur Staatsstraße 2220 (0,8 km nördlich) und nach Halsbach (1,7 km südwestlich). Ein Anliegerweg führt zum Dattelhof (0,1 km nördlich).

## Geschichte
Die Fraisch über Haslach war umstritten. Sie wurde sowohl vom ansbachischen Oberamt Wassertrüdingen als auch vom oettingen-spielbergischen Oberamt Dürrwangen beansprucht. Die Reichsstadt Dinkelsbühl wollte sie auf ihren Gütern geltend machen. Die Dorf- und Gemeindeherrschaft wurde von allen Grundherren beansprucht. Gegen Ende des 18. Jahrhunderts gab es in Haslach 26 Anwesen und ein Gemeindehirtenhaus. Grundherren waren
- das Fürstentum Ansbach (4 Anwesen; Verwalteramt Forndorf: 1 Gut, 1 Gütlein, 1 Sölde; Kastenamt Wassertrüdingen: 1 Gütlein)
- das Fürstentum Oettingen-Spielberg (8 Anwesen; Oberamt Dürrwangen: 1 Dreiviertelhof, 1 Halbhof, 1 Viertelhof, 3 Sölden, 2 Halbhäuser)
- die Reichsstadt Dinkelsbühl (13 Anwesen; Karmelitenkloster: 1 Gütlein; Prädikaturpflege: 4 halbe Gütlein; Ratsamtspflege: 3 Güter; Reichalmosenpflege: 1 Gut, 1 Gütlein; Siechenpflege: 1 Hofgut, 2 halbe Hofgüter)
- der Deutsche Orden (Obervogteiamt Dinkelsbühl: 1 Gütlein).[6][7]

Von 1797 bis 1808 unterstand der Ort dem Justiz- und Kammeramt Wassertrüdingen.
1806 kam Haslach an das Königreich Bayern. Mit dem Gemeindeedikt wurde Haslach 1809 dem Steuerdistrikt Dürrwangen und der Ruralgemeinde Halsbach zugeordnet. Mit dem Zweiten Gemeindeedikt (1818) entstand die Ruralgemeinde Haslach, zu der Dattelhof, Lohmühle und Witzmannsmühle gehörten. Sie war in Verwaltung und Gerichtsbarkeit dem Landgericht Dinkelsbühl zugeordnet und in der Finanzverwaltung dem Rentamt Dinkelsbühl (1919 in Finanzamt Dinkelsbühl umbenannt, seit 1973 Finanzamt Ansbach). Die Verwaltung übernahm 1862 das neu geschaffene Bezirksamt Dinkelsbühl (1939 in Landkreis Dinkelsbühl umbenannt). Die Gerichtsbarkeit lag beim im gleichen Jahr gebildeten Stadt- und Landgericht Dinkelsbühl (1879 in das Amtsgericht Dinkelsbühl umgewandelt, seit 1973 eine Zweigstelle des Amtsgerichtes Ansbach). Mit der Auflösung des Landkreises Dinkelsbühl im Jahr 1972 kam Haslach an den Landkreis Ansbach. Die Gemeinde hatte 1964 eine Gebietsfläche von 4,421 km². Im Zuge der Gebietsreform in Bayern wurde diese am 1. Mai 1978 nach Dürrwangen eingemeindet.

### Baudenkmal
- Gassenlohe: Corpus eines Feldkreuzes, Holz, 18. Jahrhundert[15]

### Einwohnerentwicklung
Gemeinde Haslach
| Jahr      | 1818   | 1840   | 1852   | 1855   | 1861   | 1867   | 1871   | 1875   | 1880   | 1885   | 1890   | 1895   | 1900   | 1905   | 1910   | 1919   | 1925   | 1933   | 1939   | 1946   | 1950   | 1952   | 1961   | 1970   |
| Einwohner | 169    | 217    | 226    | 215    | 224    | 224    | 229    | 244    | 241    | 238    | 241    | 216    | 220    | 231    | 239    | 236    | 248    | 265    | 265    | 285    | 283    | 277    | 277    | 308    |
| Häuser    | 35     | 36     |        |        |        |        | 44     |        |        | 51     | 51     |        | 50     |        |        |        | 52     |        |        |        | 55     |        | 60     |        |
| Quelle    | [ 17 ] | [ 18 ] | [ 19 ] | [ 19 ] | [ 20 ] | [ 21 ] | [ 22 ] | [ 23 ] | [ 24 ] | [ 25 ] | [ 26 ] | [ 19 ] | [ 27 ] | [ 19 ] | [ 28 ] | [ 19 ] | [ 29 ] | [ 19 ] | [ 19 ] | [ 19 ] | [ 30 ] | [ 19 ] | [ 12 ] | [ 31 ] |

Ort Haslach
| Jahr      | 001818 | 001840 | 001861 | 001871 | 001885 | 001900 | 001925 | 001950 | 001961 | 001970 | 001987 | 001995 | 002005 | 002011 | 002017 |
| Einwohner | 136    | 185    | 194 *  | 196    | 194    | 184    | 212    | 237    | 247    | 264    | 280 *  | 293    | 314    | 313    | 310    |
| Häuser    | 29     | 30     |        |        | 43     | 43     | 46     | 47     | 53     |        | 69 *   |        |        |        |        |
| Quelle    | [ 17 ] | [ 18 ] | [ 20 ] | [ 22 ] | [ 25 ] | [ 27 ] | [ 29 ] | [ 30 ] | [ 12 ] | [ 31 ] | [ 32 ] |        |        |        | [ 1 ]  |

## Religion
Der Ort ist römisch-katholisch geprägt und bis heute nach St. Peter und Paul (Halsbach) gepfarrt. Die Protestanten sind nach Zur Lieben Frau (Dorfkemmathen) gepfarrt.